# Uxegney
Uxegney è un comune francese di 2 180 abitanti situato nel dipartimento dei Vosgi nella regione del Grand Est.
Vi sorge il forte di Uxegney, costruito dal 1882 al 1884.
È uno dei rari esempi di forte francese facente parte del Sistema Séré de Rivières, ancora equipaggiato dal suo armamento e giunto praticamente intatto fino ai nostri giorni.

## Società

### Evoluzione demografica
Abitanti censiti